# Jesús López Moreno
Jesús López Moreno (Morelia, Michoacán, 17 de junio de 1971) es un organista, clavecinista, compositor y profesor de música mexicano.

## Biografía
Realizó sus estudios en composición, y órgano en el Conservatorio de Las Rosas, bajo la guía del organista y compositor José de Jesús Carreño Godínez y con Alfonso Vega Núñez. Posteriormente realizó sus estudios de clavecín en la Escuela Superior de Música del INBA y un posgrado en Interpretación musical en la Facultad de música de la UNAM. 
Ha participado en diversos festivales nacionales e internacionales de órgano como el Festival Internacional de Órgano de Morelia, el Festival Internacional de Órgano Antiguo ¨Guillermo Pinto Reyes¨ en Guanajuato, en la Semana Internacional de Órgano de Madrid, España, el Festival de Órgano del Museo del Virreinato en Tepotzotlán, en el Festival Internacional de Órgano de la Ciudad de México fundado y dirigido por Víctor Contreras, Festival Internacional de Zamora, Festival Internacional de Órgano en San Blasien Alemania.
Fue codirector del Coro de Infantes de la Schola Cantorum de México, con el cual realizó numerosas giras por diversas partes del mundo. 
Fue director artístico del Coro de Niños de Valle de Chalco en el Estado de México, con dicha agrupación ha realizado diversas grabaciones, en especial para televisión, entre ellas se encuentra el programa Aquí nos tocó vivir con Cristina Pacheco entre otros.
Fue compositor residente para el proyecto “CANTARÉ” en 2010, realizado en Minneapolis, Minnesota a través de ¨Vocalessence¨, una de las agrupaciones corales más importantes en Estados Unidos. 
Sus obras han sido estrenadas, grabadas e interpretadas por él mismo y por diversos músicos dentro de México y en varias partes del mundo, entre algunas de sus obras se encuentran ¨Cantate Domino¨  Diversas Suites para coro infantil y juvenil con acompañamiento, ¨Tres estampas Guanajuatenses¨ para órgano y orquesta, múltiples obras para órganos entre otras más.
En 2011 lanzó el disco que contiene obras para órgano de  José de Jesús Carreño, editado por el Instituto de Cultura del Estado de Michoacán.
De 2001 a 2018 fungió como organista titular de la Catedral Metropolitana de la Ciudad de México. 
Durante dicho periodo compuso la ¨Misa de la Misericordia¨ con motivo del Año de la Misericordia, música que fue obsequiada al Papa Francisco en su discurso en la Catedral Metropolitana durante su visita a México en 2016.
De 2018 a 2024 fue Maestro de capilla de la Insigne y Nacional Basílica de Santa María de Guadalupe.